# Охтинские верфи
Охтинские верфи (О́хтинское адмиралте́йство, Петрозавод, завод № 370, предприятие п/я 711) — судостроительное предприятие, основанное Петром I в 1721 году и являвшееся одним из первых центров судостроения на Неве. Завод располагался на Охтинском мысу, образованном слиянием рек Нева и Охта в Красногвардейском районе Санкт-Петербурга, там были созданы вошедшие в историю отечественного мореплавания шлюпы «Камчатка» и «Восток», фрегат «Паллада», строились миноносцы, подводные лодки, большими сериями выпускались морские буксиры. С 1976 года завод производил технологическое оборудование для судостроения, а в 2001 прекратил работу, впоследствии заводские постройки были снесены, на их месте планировалось строительство делового квартала Охта-центр, однако оно не состоялось из-за исторической значимости территории.

## История

### Основание Охтинских верфей
На Охтинском мысу, образованном при впадении реки Охты в Неву, в XVII веке располагалась шведская крепость Ниеншанц, которая была отвоёвана у Швеции в ходе Северной войны и срыта в начале XVIII века. На территории Охтинского поселения с 1721 года по инициативе Петра образуются селения плотников и мастеровых людей для судовых работ на Охтинской и Партикулярной верфи. Переселенцев с семьями набирают на Белом Озере, в Вологде, Шуйском городке, Каргополе, Устюге и в Холмогорах (всего около 500 семей), одновременно начинается производство маломерных речных судов – швертботов, «сойм» и «романовок»,  в 1722 году открывается первая судостроительная школа. На берегах Невы и Охты возникают Охтинская и Матросская слобода. Условия поселян были крайне стеснительными: частные работы были запрещены, казённое жалование было недостаточным, рабочий день длился 13 часов и т. д. Позднее императрица Екатерина разрешила устройство на Охте частной верфи; но за недостатком заказов люди продолжали испытывать крайнюю нищету. В 1803 году охтяне были освобождены от обязательной казённой работы и переведены на определённый оброк с тем, чтобы на оброчную сумму морское министерство нанимало для работ в адмиралтейство вольных мастеровых. Охтинские корабельные мастеровые оставались, однако, собственностью, морского ведомства до середины 1858 года, когда Высочайшим указом они были отпущены на волю.
В 1738 году на верфи шло строительство эллингов, в котором принимали участие И. К. Коробов и С. И. Чевакинский.
На Охтинской верфи строили относительно небольшие военные гребные и парусные суда, в 1725 году мастером В. Соловьёвым были построены первые два галиота, одними из крупнейших были парусные галиоты «Гусь», «Чепура», «Утка» и «Чайка», выполненные по проекту корабельного мастера А. И. Мелихова в 1790—1793 годы.

### Охтинская адмиралтейская верфь
В XIX веке на выгодное расположение Охтинской верфи для развития крупного фрегатного судостроения обратил внимание вице-адмирал П. В. Чичагов, о чём он сообщил в докладной записке, одобренной лично императором Александром I. В 1806 году верфь была выкуплена Морским ведомством, став на казённое обеспечение С-Петербургского адмиралтейства, был утверждён проект пяти новых фрегатских эллингов, которые строились в период 1809—1814 годов. При Николае I были построены судоремонтные мастерские и два просторных эллинга, которые просуществовали до начала XX века. Размеры эллингов достигали от 95 до 101,8 метра в длину и 23 метра в ширину. Начинается бурный подъём судостроения.
Управляющие Охтинской верфью:
- 1812-1821 г. — Орловский Пётр Герасимович, помощник генерал-интенданта, за время его пребывания в должности построено около 40 судов[3].
- 1821-1824 г. — Попов Александр Андреевич, за время его пребывания в должности построено 18 судов[4].
- 1833-1836 г. — Валронт Александр Степанович, генерал-майор[5].
- 1836-1847 г. — Кишкин Михаил Михаилович, генерал-майор[6].
- 1847-1859 г. — Волков Иван Григорьевич, генерал-майор[7].
- 1863-1867 г. — Миллер Александр Карлович, генерал-майор[8].

#### Парусное судостроение
С 1809 года на протяжении 24 лет сооружением верфи и постройкой судов руководит опытный корабельный мастер В. Ф. Стоке. В 1811 году с охтинских стапелей сходит 16-пушечный люгер «Стрела», в 1812 году — первый парусный 32-пушечный фрегат «Полукс». С 1821 года на верфи начал работать известный русский кораблестроитель А. А. Попов. В 1826 году спущен на воду 74-пушечный корабль «Александр Невский», численность рабочих Охтинского адмиралтейства к 1828 году достигла 1200 человек, оно стало давать флоту до 8 крупных парусных судов в год и вскоре завоевало высокий авторитет среди мореплавателей, суда отличались высокими качествами, надёжностью и хорошими условиями для экипажа. Каждый третий русский корабль, совершивший кругосветное плавание в первой половине XIX века, был построен на Охтинской верфи, некоторые корабли, сошедшие с его стапелей, вошли в историю отечественного мореплавания и военного флота. Это шлюп «Восток», открывший Антарктиду, шлюпы «Камчатка», «Открытие», «Аполлон», «Предприятие», бриги «Сенявин», «Моллер», участвовавшие в кругосветных плаваниях В. М. Головнина, М. Н. Васильева, С. П. Хрущёва, О. Е. Коцебу, Ф. П. Литке, М. Н. Станюковича, парусный транспорт «Кроткий» Ф. П. Врангеля и Л. А. Гагемейстера, совершивший кругосветное плавание дважды. Фрегат «Паллада», построенный под руководством В. Ф. Стоке и спущенный на воду в 1832 году, стал одним из красивейших кораблей своего времени. В этом же году управляющим Охтинского адмиралтейства был назначен известный кораблестроитель Иван Афанасьевич Амосов.
Начало 1830-х стало периодом наивысшего подъёма парусного судостроения на Охте, ежегодно со стапелей сходило до 8 крупных кораблей.
До 1845 года было построено 28 больших и 19 малых военных судов.

#### Паровое судостроение
В 1827 году на верфи был заложен первый колёсный пароход «Опыт», который имел 40-сильную паровую машину, в 1828 году появились однотипные ему 33-метровые пароходы «Нева» и «Охта», построенные по чертежам К. А. Глазырина.
Подъём парового судостроения начался в 40-е годы XIX века. Наиболее значимыми проектами этого периода стали:
- 1839 год. Паровой военный корабль «Скорый», один из первых в России.
- 1844 год. Колёсный пароходо-фрегат «Грозящий» с машиной 400 л. с., первое судно в классе пароходо-фрегатов.
- 1848 год. Первый русский винтовой фрегат «Архимед» с машиной 300 л. с.
- 1850 год. Колёсный пароход «Граф Вронченко».
- 1853—1854 годы. Переоборудованы под 450-сильную паровую машину и гребной винт линейные парусные корабли 1830-х годов постройки — 84-пушечный «Выборг», ставший первым линейным российским паровым кораблём, совершившим плавание вокруг Европы, и 74-пушечный «Константин».
- 1855 год. Строится серия из 17 паровых канонерских лодок типа «Забияка» под руководством капитана Карповского и поручика Иващенко.
- 1856 год. Строится серия из 14 винтовых паровых корветов типа «Рында», водоизмещением 900 тонн, которые составили на тот период ядро быстроходного парового крейсерского флота.

Во второй половине XIX века в судостроении значительную роль стало играть железо, Охтинское адмиралтейство постепенно уступает своё первенство Новому адмиралтейству, а в 1860-х годах совсем отступает на второй план. Последний крупный военный корабль «Яхонт», был спущен на воду в 1862 году; с тех пор там было сооружено несколько канонерских лодок и портовых судов.
В 1873—1882 годах верфь являлась частью Невского машиностроительного завода. Осенью 1878 года под руководством адмирала А. А. Попова на заводе было экстренно построены 20 миноносок, также строились крупные клиперы «Разбойник» и «Вестник».
8 августа 1882 года на Охтинском заводе изобретатель Огнеслав Костович начал строительство уникального дирижабля «Россия» собственной разработки, однако по причине недостатка средств и давления кредиторов оно прекратилось в 1890 году.
- Картина А. П. Боголюбова. Слева видны эллинги верфи и колокольня церкви Сошествия Святого Духа[11]
- Пейзаж на фоне Смольного монастыря (худ. А.П. Боголюбов)
- Вид на Смольный собор со стороны Большой Охты (А.П. Боголюбов, 1851)

| Название             | Ранг корабля     | Год закладки | Изготовитель                     | Примечания |
| -------------------- | ---------------- | ------------ | -------------------------------- | --- |
| Полукс               | фрегат           | 1811         | В. Ф. Стоке                      | Длина 36,8 метра, количество орудий — 32 шт, списан в Кронштадте в 1828 году. |
| Аргус                | фрегат           | 1812         | В. Ф. Стоке                      | Длина 46,3 метра, количество орудий — 44 шт, списан в Кронштадте в 1828 году. |
| Меркурий             | Фрегат           | 1814         | В. Ф. Стоке                      | Длина 48,4 метра, количество орудий — 44 шт, продан в Испанию в 1818 году. |
| Гектор               | Фрегат           | 1816         | В. Ф. Стоке                      | Длина 32,3 метра, количество орудий — 36 шт, списан в Кронштадте в 1828 году. |
| Автроил              | Фрегат           | 1818         | В. Ф. Стоке                      | Количество орудий — 44 шт, списан в Кронштадте в 1827 году. |
| Лёгкий               | фрегат           | 1818         | В. Ф. Стоке                      | Количество орудий — 44 шт, списан в Кронштадте в 1827 году. |
| Урания               | фрегат           | 1819         | В. Ф. Стоке                      | Длина 30,5 метров, количество орудий — 24 шт, списан в Кронштадте в 1838 году. |
| Проворный            | фрегат           | 1820         | В. Ф. Стоке                      | Количество орудий — 44 шт. Участвовал в Наваринском сражении, списан в Кронштадте в 1831 году. |
| Александр Невский    | фрегат           | 1821         | В. Ф. Стоке                      | Количество орудий — 36 шт, с 1826 года переделан под транспортный корабль |
| Кастор               | фрегат           | 1822         | В. Ф. Стоке                      | Количество орудий — 36 шт, списан в Кронштадте в 1830 году. |
| Эммануил             | линейный корабль | 1822         | В. Ф. Стоке                      | Количество орудий — 64 шт, продан в Грецию в 1830 году. |
| Александр Невский    | линейный корабль | 1825         | В. Ф. Стоке                      | Длина 54,2 метра, фрегат с 1832 года. Участвовал в Наваринском сражении. |
| Великий князь Михаил | линейный корабль | 1826         | В. Ф. Стоке                      | Длина 54,2 метра, количество орудий — 86 шт. В 1860 году снят с военной службы. |
| Россия               | фрегат           | 1826         | В. Ф. Стоке                      | Длина 30,5 метров, количество орудий — 26 шт, списан в Кронштадте в 1842 году. |
| Надежда              | фрегат           | 1827         | В. Ф. Стоке                      | Длина 30,5 метров, количество орудий — 16 шт, списан в Кронштадте в 1845 году. |
| Анна                 | фрегат           | 1828         | В. Ф. Стоке                      | Длина 48,5 метров, количество орудий — 54 шт, с 1833 года приписан к Черноморскому флоту. |
| Бриен                | линейный корабль | 1828         | В. Ф. Стоке                      | Длина 54,2 метра, количество орудий — 80 шт, списан в Кронштадте в 1860 году. |
| Березино             | линейный корабль | 1829         | В. Ф. Стоке                      | Длина 54,2 метра, количество орудий — 80 шт, списан в Кронштадте в 1860 году. |
| Беллона              | фрегат           | 1829         | В. Ф. Стоке                      | Длина 48,5 метров, количество орудий — 54 шт, списан в 1837 году. |
| Паллада              | фрегат           | 1831         | В. Ф. Стоке                      | Длина 52,7 метра, количество орудий — 52 шт, затоплен в 1856 году. |
| Фершампенуаз         | линейный корабль | 1832         | И. А. Амосов                     | Длина 57,3 метра, количество орудий — 82 шт, списан в Кронштадте в 1860 году. |
| Аврора               | фрегат           | 1833         | И. А. Амосов                     | Длина 48,5 метров, количество орудий — 56 шт, списан в 1861 году. |
| Верность             | фрегат           | 1833         | И. А. Амосов                     | Длина 35 метров, количество орудий — 24 шт. |
| Константин           | линейный корабль | 1835         | И. А. Амосов                     | Длина 57,3 метра. В 1854 году переделан в парусно-винтовой, списан в 1864 году. |
| Успех                | фрегат           | 1838         | И. А. Амосов                     | Длина 35 метров, количество орудий — 24 шт, списан в 1855 году. |
| Выборг               | линейный корабль | 1839         | И. А. Амосов                     | Длина 57,3 метра. В 1854 году переделан в парусно-винтовой, списан в 1863 году. |
| Отважный             | пароходофрегат   | 1842         | И. А. Амосов                     | Длина 56,4 метров, количество орудий — 4 шт, списан в 1861 году. |
| Грозящий             | пароходофрегат   | 1843         | И. А. Амосов                     | Длина 57,9 метров, количество орудий — 4 шт, списан в 1863 году. |
| Архимед              | пароходофрегат   | 1846         | И. А. Амосов                     | Длина 54,5 метров, парусно-винтовой фрегат в 1850 году разбился у острова Борнхольм. |
| Гремящий             | пароходофрегат   | 1849         | И. А. Амосов                     | Длина 57,9 метров, количество орудий — 4 шт, в 1862 году разбился у острова Соммерс. |
| Боярин               | корвет           | 1855         | А.А. Иващенко и И. Г. Карповский | Длина 50 метров, количество орудий — 11 шт. По одному проекту на верфи была изготовлена серия винтовых корветов: «Боярин», «Новик», «Посадник», «Воевода», «Гридень», «Рында». «Буйвол», «Вепрь», «Волк», «Зубр», «Рысь» и «Удав». |
| Храбрый              | пароходофрегат   | 1857         | И. Г. Карповский                 | Длина 56,4 метров, количество орудий — 8 шт. |
| Смелый               | пароходофрегат   | 1857         | И. Г. Карповский                 | Длина 60,7 метров, количество орудий — 8 шт. |
| Ослябя               | пароходофрегат   | 1858         | Л.Г. Шведе                       | Длина 70 метров, количество орудий — 45 шт. |
| Александр Невский    | пароходофрегат   | 1859         | И.С. Дмитриев                    | Длина 83 метра, количество орудий — 50 шт. Разбился в Ютландском проливе в 1868 году. |
| Аскольд              | корвет           | 1862         | Л.Г. Шведе                       | Количество орудий — 12 шт: восемь 152-мм орудий (6-дюймовых) и четыре 107 мм (9-фунтовых) |

В таблицу не включены другие классы кораблей — бриг, шлюп, шхуна, пароход и др.

#### Исследовательские суда[16]
- 1817 — Шлюп «Камчатка», на котором в 1817—1819 гг. совершила кругосветное плавание экспедиция В. М. Головнина.
- 1818 — «Восток», трёхмачтовый парусный военный шлюп, флагманский корабль первой русской антарктической экспедиции Ф. Ф. Беллинсгаузена и М. П. Лазарева, которая впервые в истории подошла к шельфовым ледникам Антарктиды.
- 1826 — «Александр Невский», линейный корабль, прославившийся в Наваринском морском сражении 1827 года.
- 1832 — «Паллада», фрегат, первым командиром которого был П. С. Нахимов. Книга "Фрегат «Паллада»" была составлена И. А. Гончаровым на основе путевых заметок, написанных им во время экспедиции на этом корабле.
- 1848 — «Архимед», первый русский винтовой фрегат[17].
- шлюп «Открытие» экспедиции М. Н. Васильева
- шлюп «Апполон» экспедиции С. П. Хрущова
- шлюп «Предприятие» экспедиции О. Е. Коцебу
- бриг «Моллер» экспедиции М. Н. Станюковича
- шлюп «Сенявин» экспедиции Ф. П. Литке.

### Завод Крейтона
В 1896 году Охтинская верфь была сдана в безвозмездную аренду на 35 лет акционерному обществу «В. Крейтонъ и Ко.» с обязательством переоборудовать завод и оставить по истечении срока аренды все постройки в пользу морского ведомства. Судостроительный завод Вильгельма Крейтона, в просторечии Завод Крейтона,  был филиалом отделения той же фирмы в Або, основанной в 1842 году и построившей для России несколько миноносных крейсеров и транспортов.
На охтинской верфи завода Крейтона в начале XX века была изготовлена серия миноносцев типа «Сокол» для Черноморского флота: «Строгий», «Сметливый», «Свирепый» и «Стремительный». Кроме этого, было создано пять кораблей для Сибирской флотилии: «Твердый», «Тревожный», «Точный», «Инженер-механик Анастасов», «Лейтенант Малеев».
С сентября 1905 года завод начал строительство 4-х больших подводных лодок водоизмещением 400 т системы С. Лэка: «Кайман», «Аллигатор», «Дракон» и «Крокодил», которые стали первыми в русском флоте лодками крейсерского класса, хотя из за проблем с проектом и сложных взаимоотношений изобретателя с администрацией завода сдача лодок была просрочена более чем на 2 года и контракт был расторгнут. Достройка лодок проводилась своими силами со значительными корректировками проекта. Помимо этого было изготовлено несколько судов с нефтяными двигателями для целей минного заграждения, "водолей", плавучий маяк и другие суда специального назначения, а также успешно производился ремонт миноносцев Балтийского моря.
Одним из сохранившихся судов этой эпохи является винтовая яхта «Красный вымпел» 1910 года, пришвартованная у Корабельной набережной Владивостока и являющаяся кораблём-музеем.

### Петрозавод
В 1913 году вследствие отсутствия заказов и неудавшейся конкуренции на участие в постройке миноносцев малой судостроительной программы верфь постигло банкротство, и она вновь перешлал в ведение государства, получив название «Петрозавод». До 1930-х годов завод специализировался на выпуске артиллерийских снарядов.

#### Революционное движение
Забастовочное движение на заводе активизировалось в период первой русской революции 1905 года. В это время здесь возникли конспиративные кружки, «Петрозавод» участвовал во всеобщих стачках с требованиями улучшения условий труда и признании рабочих представителей. В 1914 году возникла первая партийная организация под руководством судосборщика П. Судакова. В период революционных событий 1917—1918 годов на заводе находился штаб Охтинской революционной дружины.

#### Судостроение в СССР
В конце 1920-х — начале 1930-х годов находился в ведении петрозаводского Онежского завода. До Великой Отечественной войны на заводе строились несамоходные суда, буксиры, пассажирские катера и теплоходы, плавмастерские.
В августе 1931 года «Петрозавод» перешёл в ведение Всесоюзного объединения судостроительной промышленности «Судоверфь», начинается постепенная специализация производства на выпуске буксирных судов. С конца 1931 года началось крупносерийное строительство озёрно-речных паровых буксиров проекта 129 (тип «Ижорец», Речсудопроект ЦКБ-51) мощностью 200 л. с., с середины 1930-х выпускались буксиры в 400 л. с. Многие из них во время войны были переоборудованы в тральщики. В этот же период была внедрена электросварка, первая цельносварная баржа грузоподъёмностью 175 т. сошла на воду в 1934 г

#### Период Великой Отечественной войны
Перед войной завод получил обозначение «Государственный завод № 370». С первых дней войны завод приступил к производству оборонной продукции, началось переоборудование буксиров в тральщики, ремонт и срочная достройка заложенных до войны кораблей для Балтийского флота, большое количество петрозаводцев вступило в народное ополчение. На буксиры устанавливались орудия, вооружение, траловые устройства, радиостанции, оборудовались помещения команды и трюмы для боеприпасов. 6 переоборудованных в тральщики буксиров ТЩ-31, ТЩ-33, ТЩ-38, ТЩ-20, ТЩ-71 и ТЩ-102 вступили в строй к 1 июля 1941 года. В августе началось крупносерийное производство пехотных мин МШ-50, с августа по декабрь их было выпущено более 76 000 шт. В это же время завод поставил около 1500 фугасных и 1000 зажигательных авиабомб, десятки и сотни тысяч деталей для пушек, ручных гранат, 3,5 тысячи корпусов снарядов реактивных установок, изготавливалась оснастка для производства авиационных моторов.
В сентябре 1941 года «Петрозавод» вместе с Ленинградом оказался в кольце блокады. Военный Совет Ленинградского фронта поставил заводу задачу к началу навигации 1942 года отремонтировать и переоборудовать корабли, получившие повреждения. В конце декабря к стенке завода для проведения восстановительного ремонта и модернизации с учётом боевого опыта встали 6 базовых тральщиков. Однако тяжёлые условия первой блокадной зимы резко осложнили ситуацию, от голода и лишений погибли или были не в состоянии работать многие квалифицированные специалисты, прекратилась подача электроэнергии. На заводе был организован стационар с усиленным питанием для ослабевших и общежитие для рабочих, проживающих далеко. В январе 1942 года на ремонте кораблей работало только 13 человек, в феврале — 50, к середине апреля 235 человек, кроме того, в ремонтных работах участвовали и команды кораблей. Для обеспечения производства электроэнергией и сжатым воздухом использовались корабельные дизель-генераторы и компрессоры, при ремонте подводной части применялись самодельные кессоны из подручных материалов, винторулевые комплексы ремонтировались путём поднятия при помощи береговой стрелы кормовой оконечности корабля с затопленными носовыми отсеками.
Весной 1942 года ледовая дорога жизни по Ладожскому озеру стала разрушаться и возникла угроза прекращения снабжения Ленинграда. В мае за несколько суток работы инженеры Петрозавода Б. С. Стебаков, М. П. Цветков, Б. В. Плисов, М. А. Крылов, А. Б. Маньковский и др. разработали проект 15-тонного тендера, в период с 7 по 27 мая, в ходе которого конструкторы и технологи сами работали сборщиками и монтажниками, было налажено их производство. Тендеры хорошо зарекомендовали себя в боевых и транспортных операциях не только на Ладоге, но и на Чудском озере, Балтике и Чёрном море. К августу 1942 года было отремонтировано более 40 кораблей (8 БТЩ, 3 СКР, 21 ТЩ, 4 сетевых заградителя, 4 БК и др.), построено 15 тендеров и 7 плашкоутов, 2 плавмастерских, изготовлено 100 облегчённых тральных лебёдок (всего выпущено более 600 шт), было освоено производство противотанковых авиабомб и инерционных звеньев для аэростатов заграждения. В 1942 году был выполнен текущий и средний ремонт на 25 боевых кораблях, в том числе на трёх БТЩ, сторожевых кораблях «Туча» и «Буря», на сетевых и минных заградителях, к ноябрю 1942 года на заводе был достроен и сдан флоту головной турбинный тральщик «Владимир Полухин», второй тральщик этого типа — «Василий Громов» был сдан 29 сентября 1943 года.
В 1943 году «Петрозавод» начал поточное производства тральщиков-«стотонников» (малый тральщик МТ-1, проекта 253-Л), первый из них был заложен 8 августа 1943 года (4 июня 1944 года на нём поднят флаг ВМФ СССР), с этого времени в производстве постоянно находилось от 4 до 8 кораблей этого типа. На Петровском острове, вблизи фабрики «Канат», была организована выездная ремонтная база срочного ремонта боевых кораблей. В 1944 году, помимо выпуска малых тральщиков, вёлся ремонт крупных кораблей — эсминца «Сторожевой», СКР «Конструктор», шла достройка тральщика «Мина», были оборудованы две большие плавмастерские водоизмещением 1135 тонн.
Всего за годы войны «Петрозавод» построил и сдал флоту 46 судов (из них 19 крупных боевых кораблей), отремонтировал более 80 кораблей, выпустил большое количество боеприпасов и другой техники.

#### Послевоенное время
После окончания войны развернулись работы по перестройке судостроительной промышленности СССР. Центральным научно-исследовательским институтом судостроения (ЦНИИ-138) были разработаны принципы специализации судостроительных заводов на определённых типах продукции с рациональным сокращением типоразмеров выпускаемых судов, это позволяло уменьшить сроки и стоимость строительства а также упрощало дальнейшую эксплуатацию и ремонт. «Петрозавод» специализировался на выпуске буксиров, в послевоенные годы там был создан комплекс для их крупносерийной поточно-позиционной постройки.
В 1948 году со стапелей сошёл первый буксир новой серии проекта 730, тип «Аян» (главный конструктор П. И. Халимович, ЦКБ-32 «Балтсудопроект»), оснащённый паровой машиной ПМ-2 мощностью 500 л. с. «Аян» ставший последним типом серийных советских буксирных пароходов. В то же время производство буксиров «Аян» с 1950 года уже шло поточно-позиционным методом из укрупнённых секций и блоков, это была одна из первых поточных линий в отечественном судостроении.
В 1959—1968 годы выпускались многоцелевые дизель-электрические морские буксиры типа МБ (проект 733) мощностью 2000 л. с., которые использовались также как небольшие спасательные, пассажирские и сторожевые корабли. Было выпущено несколько десятков судов этого типа. В этот же период серийно выпускались морские водолазные боты проекта 522 (ЦКБ-19) водоизмещением 115 тонн.
В начале 1960 года завод разработал и начал выпуск морских рейдовых буксиров проекта 737П мощностью 600 л. с. (тип «Марс», БК-600, ЦКБ-370). «Марс» стал первым в стране буксиром с двумя крыльчатыми движителями, расположенными в носовой части, это позволило обеспечить высокую манёвренность и неопрокидываемость на всех режимах работы. Проект 737П и его модификации 737К, 737Л, 737М выпускались на «Петрозаводе» до середины 1970-х. Причём проект 737М «Передовик», производство которого началось в 1973 году, имел 2 дизеля по 450 л. с. и относился к классу БК-900.
В 1962 году начался выпуск портовых буксиров-кантовщиков проекта 498 мощностью 1200 л. с. (тип «Сатурн», БК-1200, ЦКБ-370, главные конструкторы Е. С. Васильев, Г. Ф. Андреев). Этот буксир усиленного ледового класса с двумя ВРШ в поворотных насадках также стал принципиально новым типом в отечественном судостроении, заслужил высокую оценку эксплуатационников и серийно выпускался на «Петрозаводе» до середины 1970-х, затем производство было перенесено на Гороховецкий ССЗ. Проект без принципиальных изменений производился более 30 лет, всего на обоих заводах было построено около 350 судов этого типа.
В 1976 году «Петрозавод» стал частью научно-производственного объединения «Ритм», в которое вошли также ЦНИИТС и судостроительный завод «Пелла». Производство было специализировано на изготовлении технологического, в первую очередь комплексного сборочно-сварочного, оборудования для судостроения. В связи с постепенным расширением Ленинграда предприятие оказалось в центре города. Последующее строительство новых производственных корпусов по изготовлению машиностроительной продукции отрезало его территорию от Невы, вдоль реки прошла автомагистраль.

## Современный период
В 1994 году ОАО «Петрозавод» учредило дочернее предприятие «Охтинская верфь» в г. Шлиссельбург, на территории Невского судостроительно-судоремонтного завода, специализирующееся на производстве скоростных моторных катеров и яхт — как прогулочных и рыбацких, так и используемых в МЧС России.
В ходе приватизации Петрозавод был преобразован в акционерное общество открытого типа, затем в результате общего кризиса экономики не смог расплатиться с долгами и был объявлен банкротом актом № 46 Федерального управления по делам о несостоятельности (банкротстве) от 14.04.1995.
С 2001 года завод не функционирует, территория и строения была приобретена (по другим данным, получена в аренду) «Газпромом» в декабре 2004 года. 15 ноября 2005 года ОАО «Газпром» и правительство города подписали соглашение, по которому на месте завода Санкт-Петербург должен построить для «Газпрома» деловой комплекс «Охта-центр», состоящий из офисных зданий общей площадью 300 тысяч м². Доминантой центра планировался небоскрёб, выполненный по проекту фирмы RMJM London limited высотой 396 м. Снос заводских зданий, которые проводила компания Caterpillar, начался в конце апреля 2007 года, последний заводской корпус был снесён 21 сентября 2007 года.
В ходе охранно-спасательных археологических работ, ведущихся на территории в 2006—2009 годы Санкт-Петербургской археологической экспедицией и Институтом истории материальной культуры (ИИМК) под руководством П. Е. Сорокина, на Охтинском мысу, длительное время являвшемся территорией соперничества между Швецией и Новгородской республикой,а затем Россией, под фундаментами Петрозавода были обнаружены уникальные для Северо-Восточной Европы фортификационные сооружения и поселения разных эпох, от XVII века до позднего неолита:
- Шведские крепости Ландскрона и Ниеншанц XIV и XVII веков
- Поселение Невское Устье с кладбищем XV—XVII веков
- Мысовое городище XIII века
- Неолитическая стоянка 5-тысячелетней давности, состоящая из 40 сооружений.

Толщина культурного слоя достигала 5 метров. Так как здания Петрозавода не имели больших подвалов и глубоких фундаментов, а относительно влажный грунт длительное время предохранял органику от гниения, сохранность деревянных конструкций, украшений и предметов быта оказалась очень хорошей. На основании раскопок археологи отказали в разрешении на застройку территории, в результате чего руководитель экспедиции Пётр Сорокин был отстранён от работ, разразился скандал и строительство «Охта-центра» было перенесено в Лахту.
В настоящее время обустройство археологических памятников Охтинского мыса не проводится, Министерство культуры Российской Федерации отказалось поставить объект раскопок под охрану и включить его в реестр объектов культурного наследия. Согласно японскому проекту 2021 года, компания «Газпром нефть» планирует построить на территория Охтинского мыса общественно-деловой комплекс «Хрустальный корабль», где разместится музей археологии, исторический парк и другие общественные пространства.
- Памятный знак на Охтинском мысу
- Мемориал крепости Ниеншанц на Охте (2000 г.)